# Ferruccio Bortoluzzi
Ferruccio Bortoluzzi (Venezia, 6 dicembre 1920 – Venezia, 25 maggio 2007) è stato un artista italiano tra i fondatori del Centro di Unità della Cultura L'Arco.

## Biografia
Vive un'infanzia contraddistinta dalla povertà. Alla vigilia della guerra si arruola volontario in Marina, ma durante il servizio militare si ammala gravemente e viene congedato. 
I successivi sono anni decisivi per la sua formazione artistica; nel 1943 espone per la prima volta alla Galleria della Fondazione Bevilacqua la Masa (Venezia).
Bortoluzzi non è cresciuto in una famiglia dove l'arte veniva praticata, non ha studiato l'arte con nessun maestro, non ha frequentato nessuna scuola. È un autodidatta nel senso completo del termine. 
Dalla sua città sembra aver acquisito l'amore per il silenzio, il raccoglimento, la meditazione. Nelle opere realizzate durante gli anni '40, si presenta come pittore d'immagini: predilige nudi, scorci di Venezia, e rappresentazioni d'interni; il colore delle tele è atono, la sua pittura appare incoerente, quello che rimane sempre costante è il senso di vuoto, di abbandono che questi lavori trasmettono. 
Nel 1947 si diploma all'Istituto d'Arte, successivamente insegna al Corso Superiore di Disegno Industriale con Giulio Ambrosini, Mario Deluigi, Giuseppe Mazzariol e Italo Zannier; in seguito, all'Istituto d'Arte dove ha studiato e infine al Liceo Artistico.  È uno dei fondatori del Centro di Unità della Cultura L'Arco insieme ad artisti e letterati veneziani. L’Arco non costituiva un vero e proprio movimento artistico, ma cercava di avvicinare la popolazione all'arte e alla grande cultura internazionale attraverso concerti, mostre d'arte, incontri con poeti e scrittori. 
Nel 1951 si trasferisce a Parigi, dove frequenta l'ambiente artistico parigino e conosce Gino Severini. Dopo questo periodo d'intenso confronto, Bortoluzzi si isola nel proprio lavoro; in una meditazione solitaria dalla quale scaturiscono immagini diverse e inedite che abbandonano la precedente ricerca. Ecco quindi l'artista lavorare ancora seguendo l'istanza figurativa, ora però egli si concentra soprattutto sulla realizzazione di soggetti d'ispirazione religiosa. 
Agli inizi degli anni '60 Bortoluzzi raggiunge la piena maturità artistica; sedimentate le esperienze figurative giovanili, sperimenta un nuovo linguaggio espressivo del tutto personale. I quadri si trasformano in "oggetti", in un processo di simbiosi tra pittura e scultura. Composizioni realizzate con materiale recuperato dalla realtà: tavole di legno consunto, ferri arrugginiti, chiodi, corde, anelli esprimono una manifestazione di forza che commuove per la sua umanità, il coraggio e la validità culturale del messaggio di cui l'artista si fa interprete semplice e rigoroso. Si 
può parlare di una sorta di “arrivo” dopo anni di lavoro instancabile.
Attorno agli anni '70 si dedica anche alla produzione di Carte Bruciate, una serie di opere costituite da fogli di carta strappati e parzialmente combusti, che assumono particolari tonalità e si trasformano, tanto da ricordare nei colori, il legno e il ferro tipici materiali di cui egli si avvale nelle Composizioni. 
Sempre in questi anni sperimenta la tecnica serigrafica che meglio si presta a tradurre i Collages strutturati in campiture di colori omogenei, forme geometriche in equilibrio dove un frammento, una lacerazione, testimoniano l'esistenzialità della ricerca.
I maggiori critici italiani tra cui Giulio Carlo Argan, Umbro Apollonio, Giuseppe Mazzariol e altri ancora hanno riconosciuto e apprezzato la sua arte.
Ampia documentazione relativa al suo lavoro è consultabile presso l'Archivio Storico d'Arte Contemporanea di Venezia.

## Esposizioni
Ferruccio Bortoluzzi partecipa a numerose mostre sia nazionali che internazionali, fra le più prestigiose ricordiamo:
- Carnegie Museum of Art 1964, 1967, 1968
- Biennale di Venezia 1966
- Biennale di San Paolo 1969
- Quadriennale di Roma 1972
- Fondazione Querini Stampalia 2001
- Galleria internazionale d'arte moderna (Venezia) 1982, 2003

## Opere
Composizioni

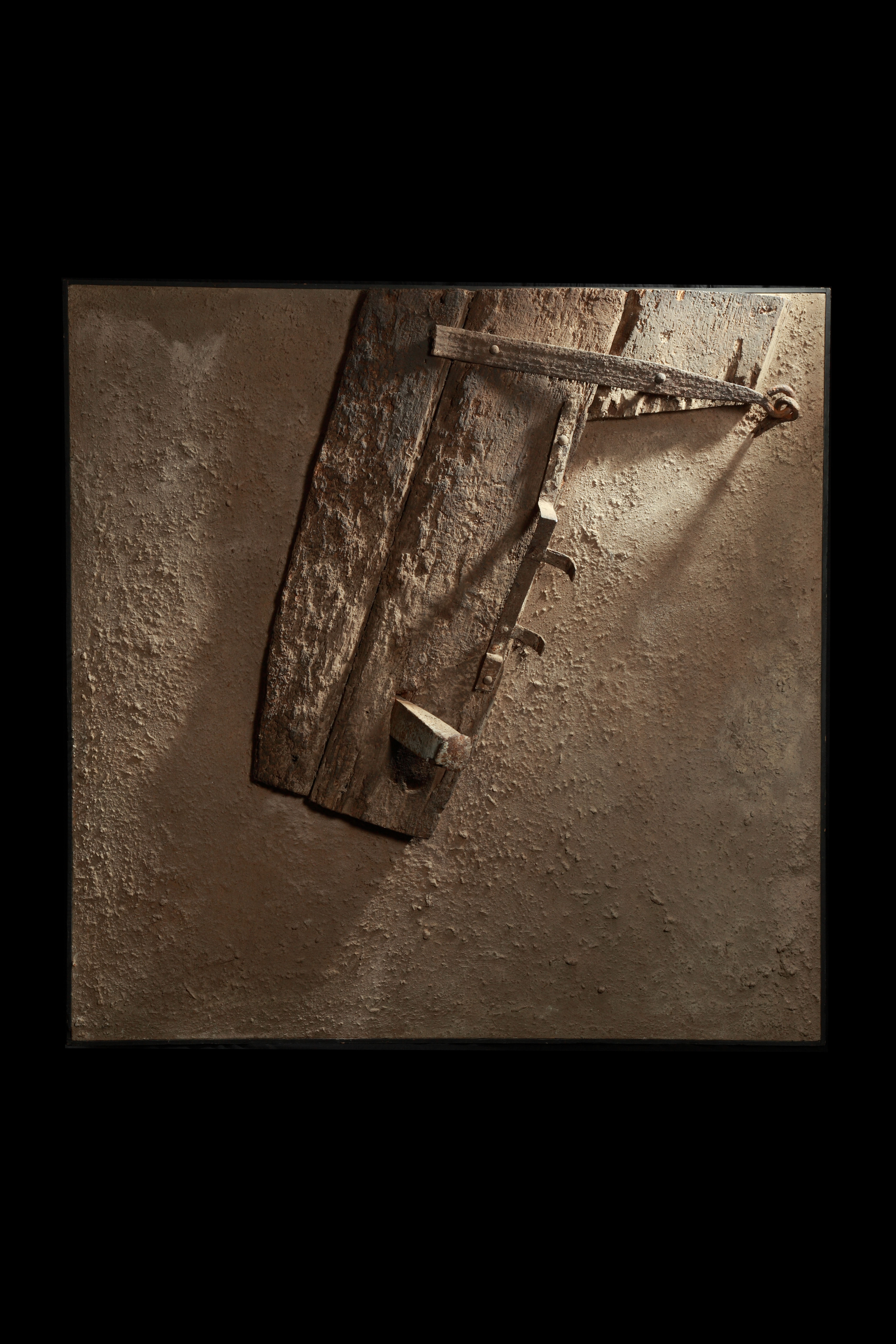
Composizione n.108 anno 1965 - F.Bortoluzzi
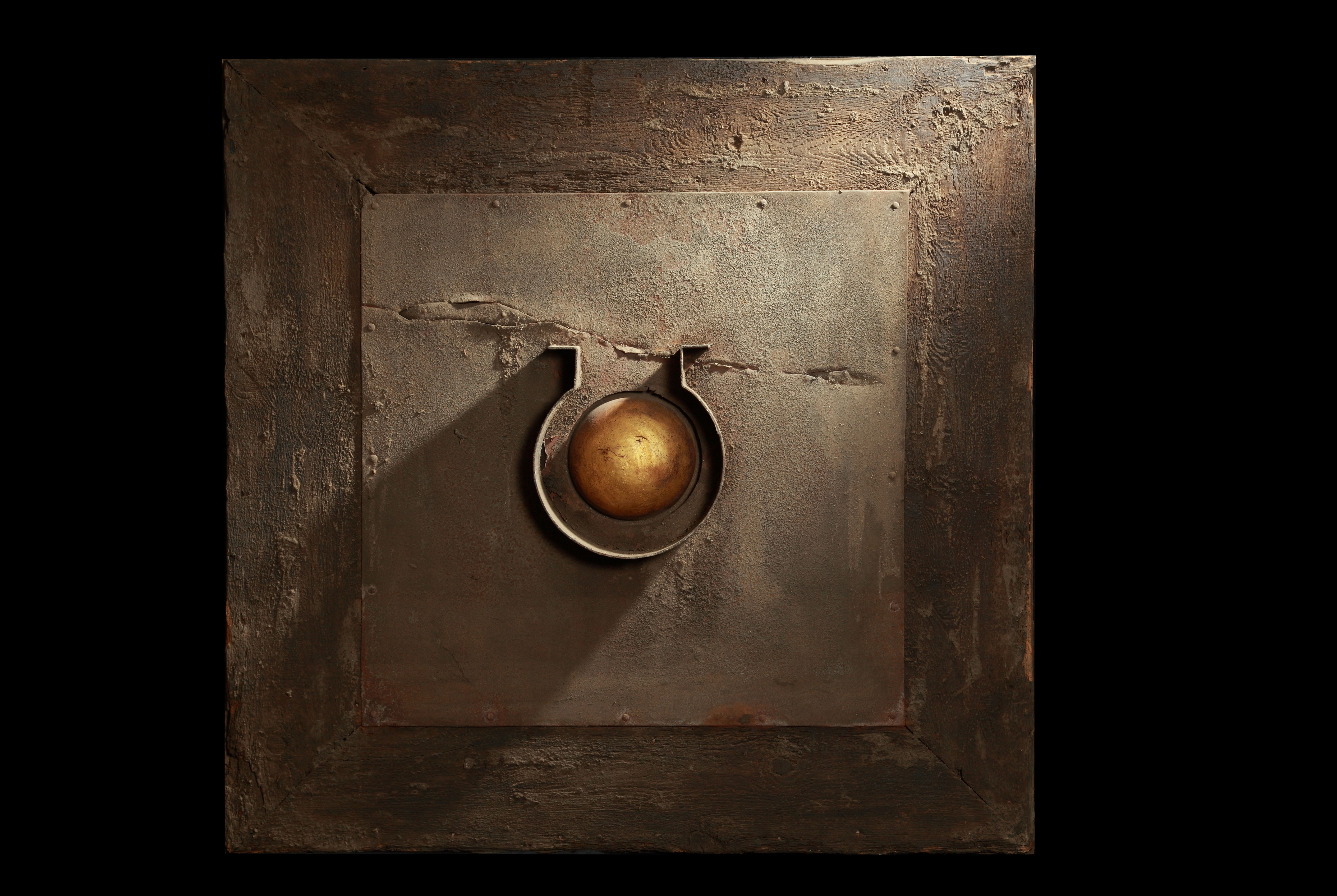
Composizione anno 1965 - F.Bortoluzzi
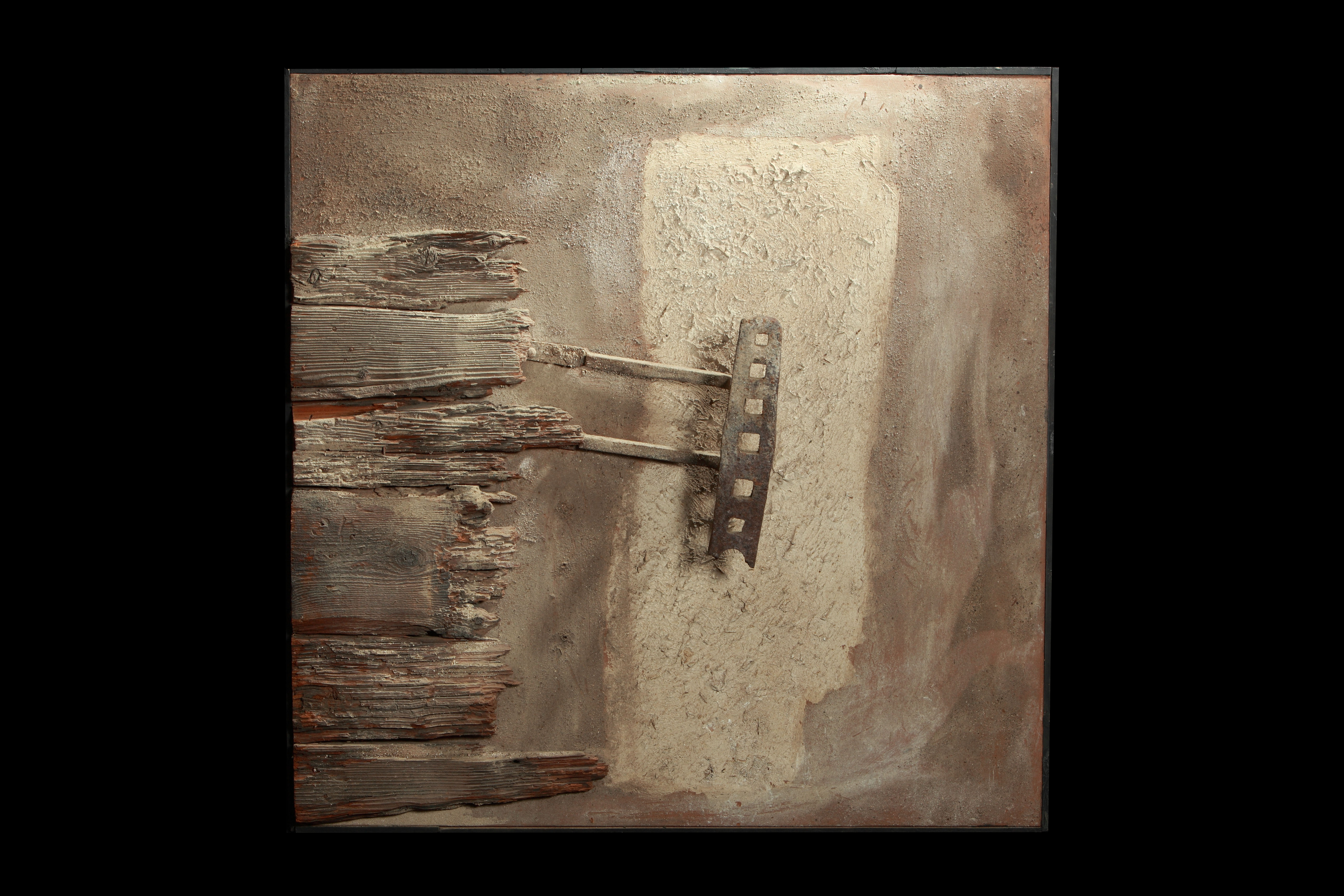
Composizione n.80 anno 1963 - F.Bortoluzzi
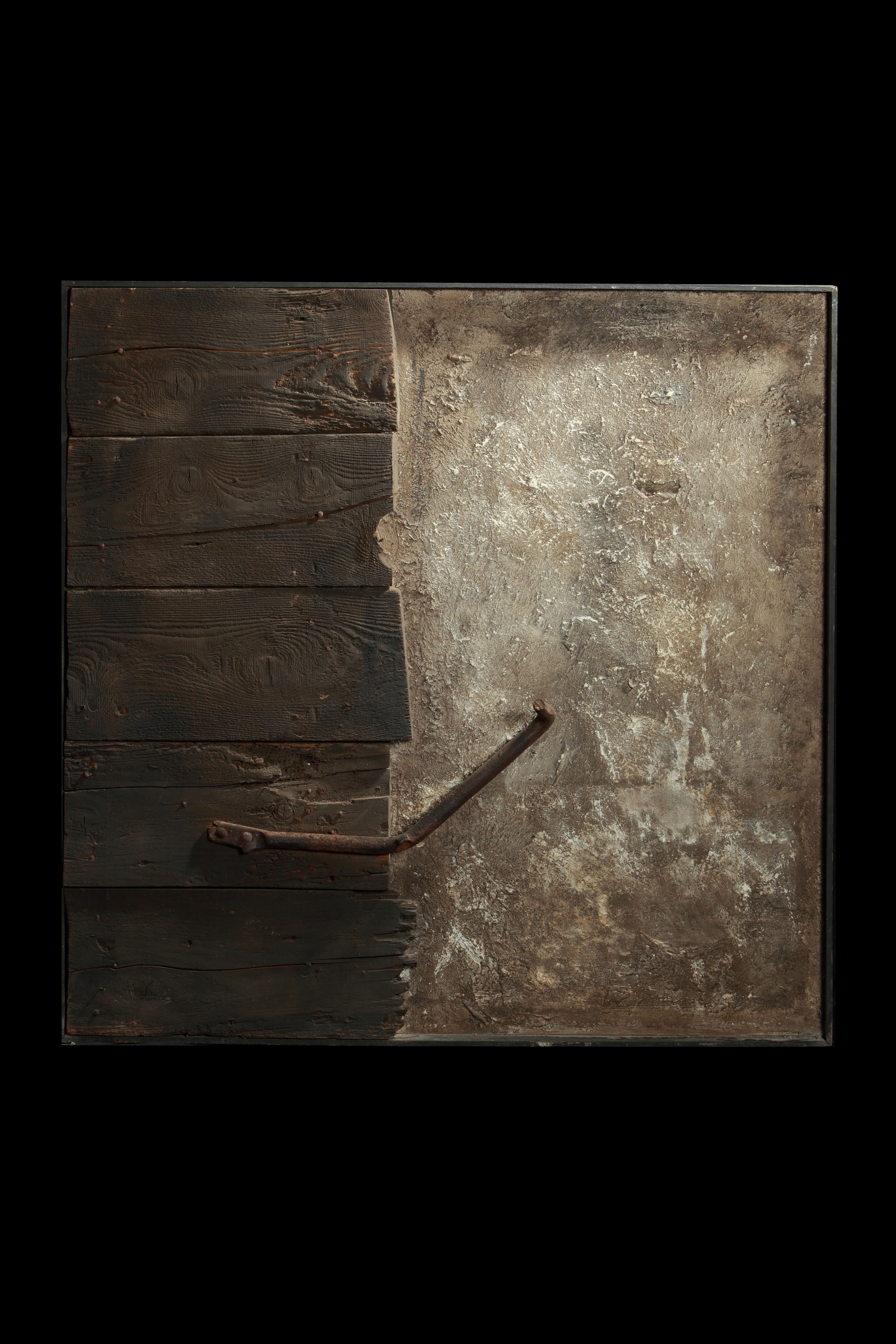
Composizione n.68 anno 1962 - F.Bortoluzzi
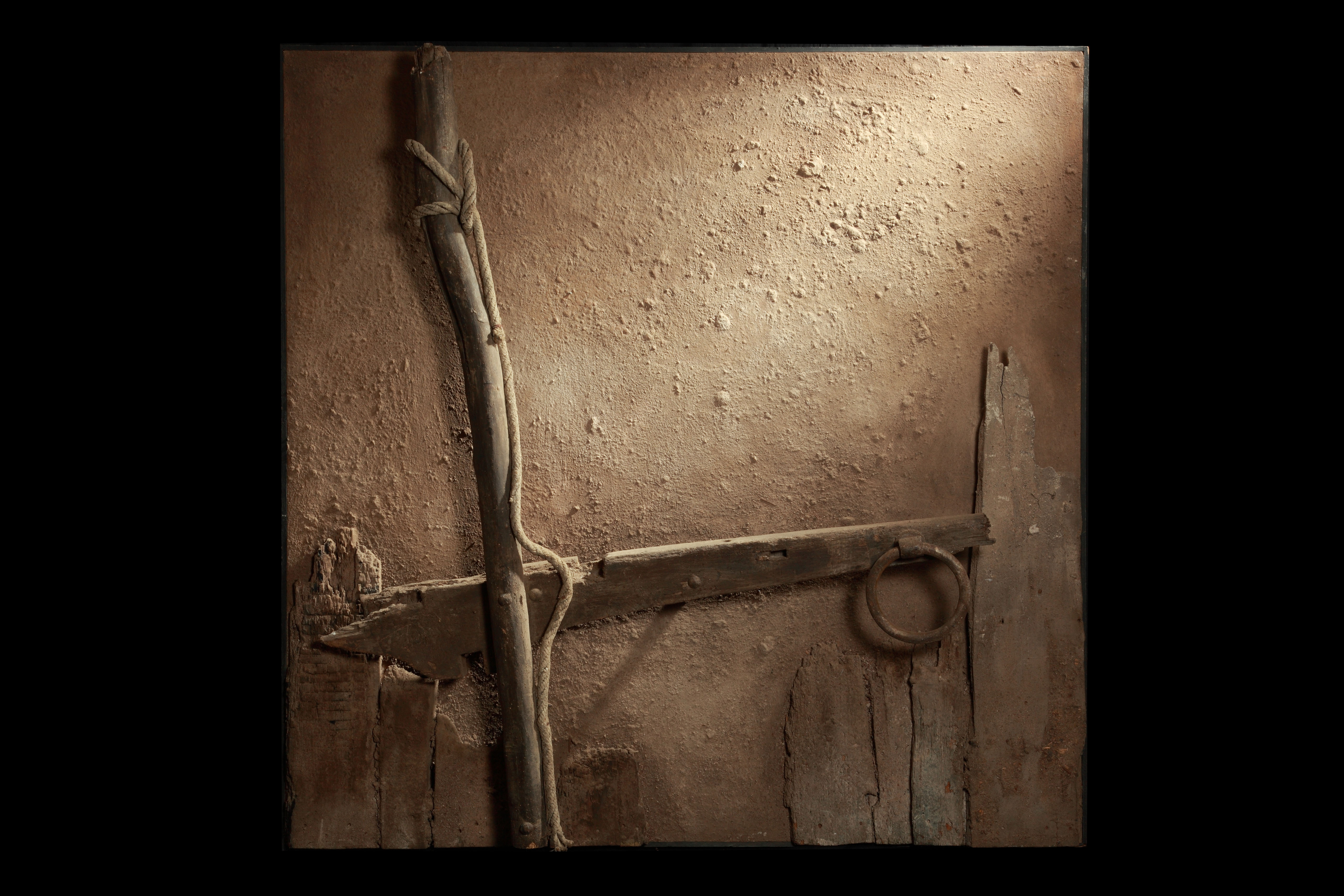
Composizione n.111 anno 1965 - F.Bortoluzzi
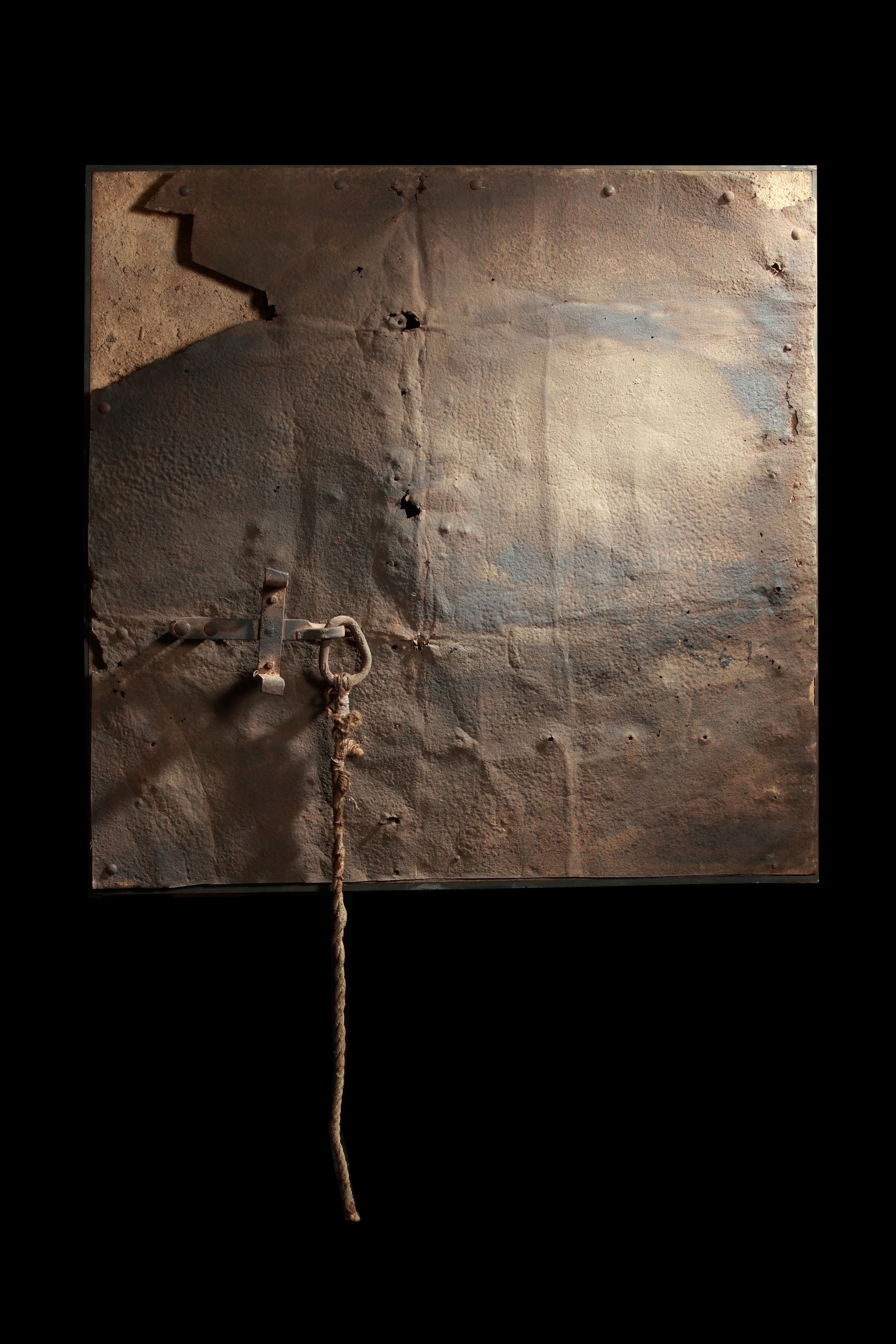
Composizione n.151 anno 1968 - F.Bortoluzzi
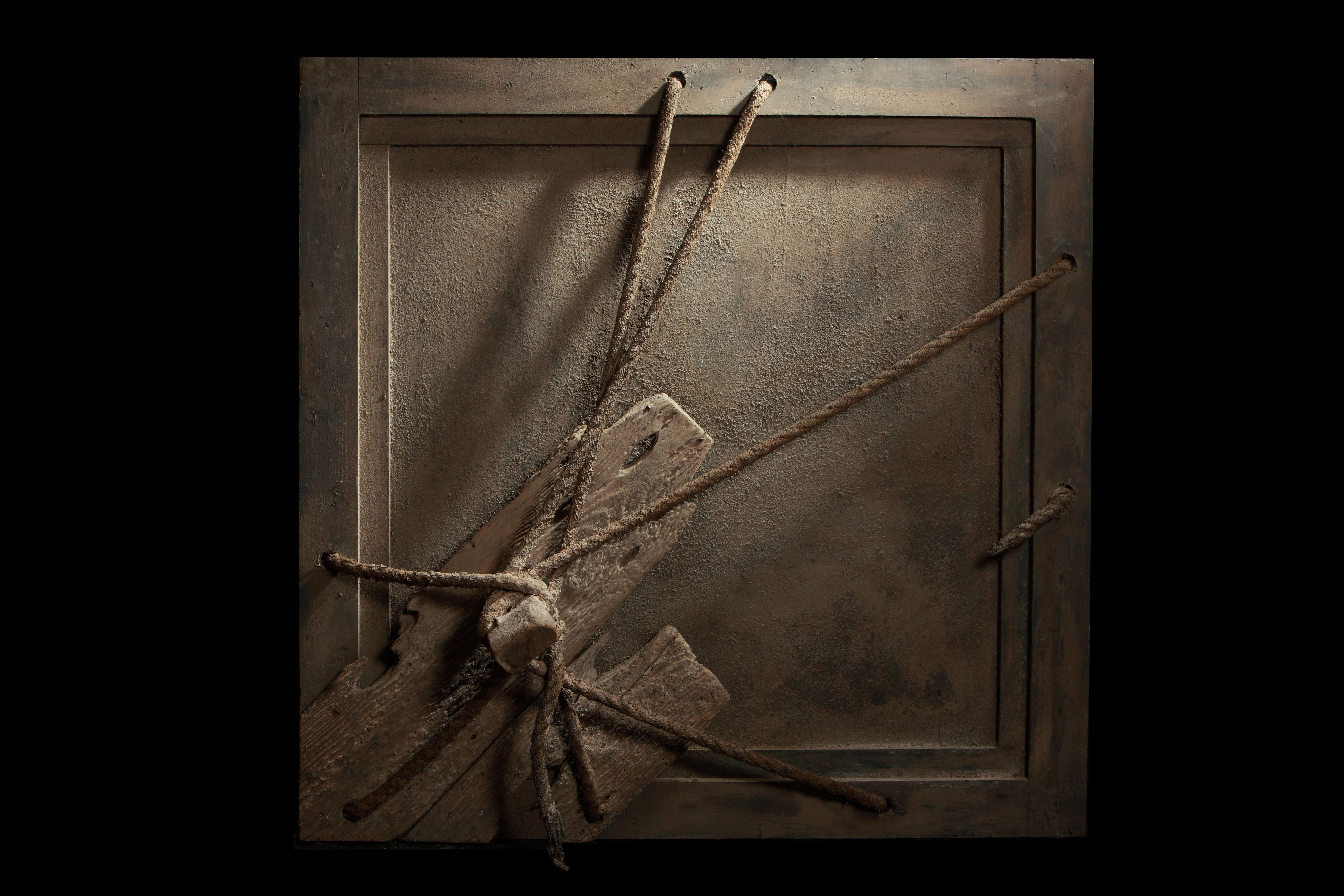
Composizione n.279 anno 1975 - F.Bortoluzzi

Carte Bruciate

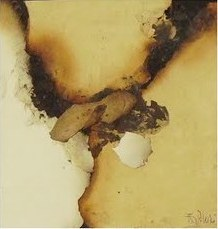
Carta Bruciata anni '70 - F.Bortoluzzi
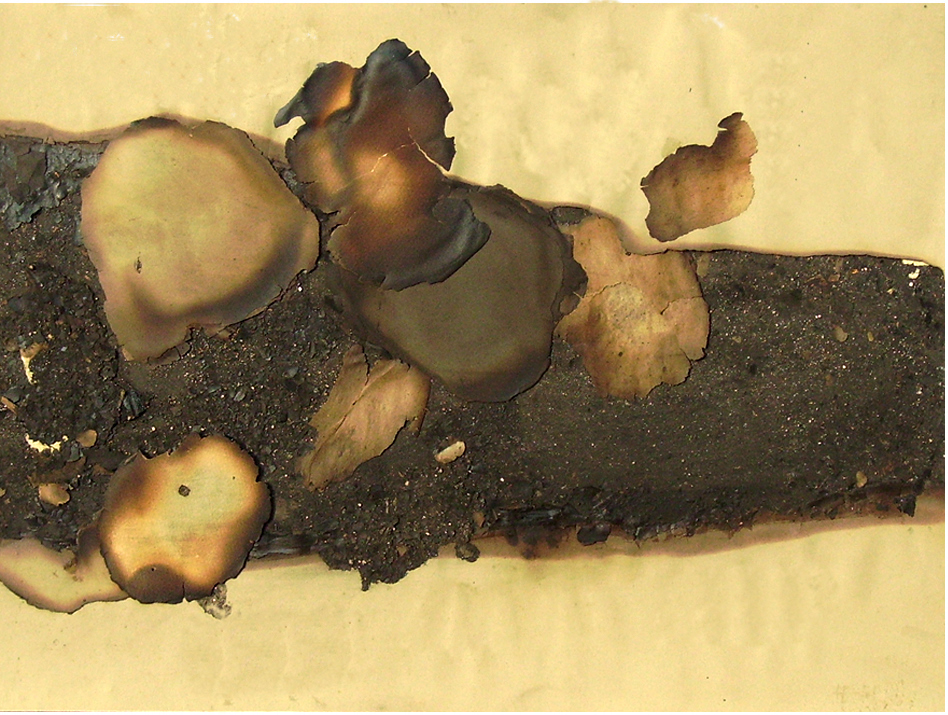
Carta Bruciata n.123 anni '70 - F.Bortoluzzi
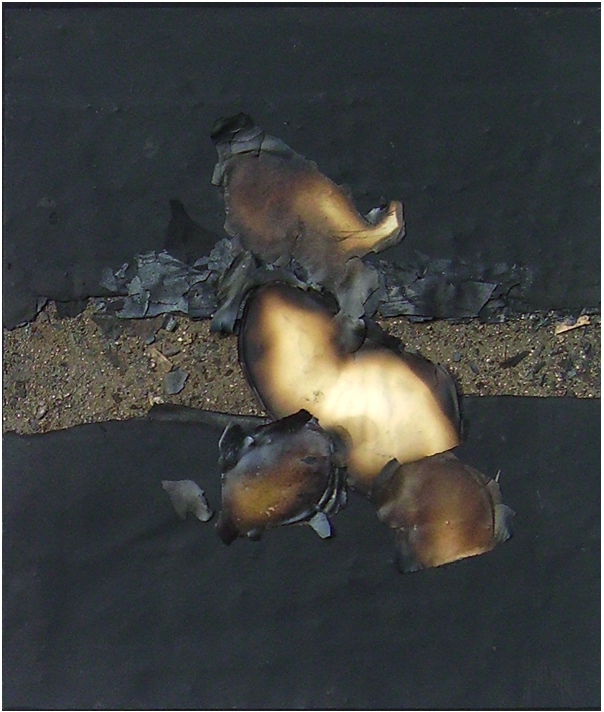
Carta Bruciata n.127 anni '70 - F.Bortoluzzi
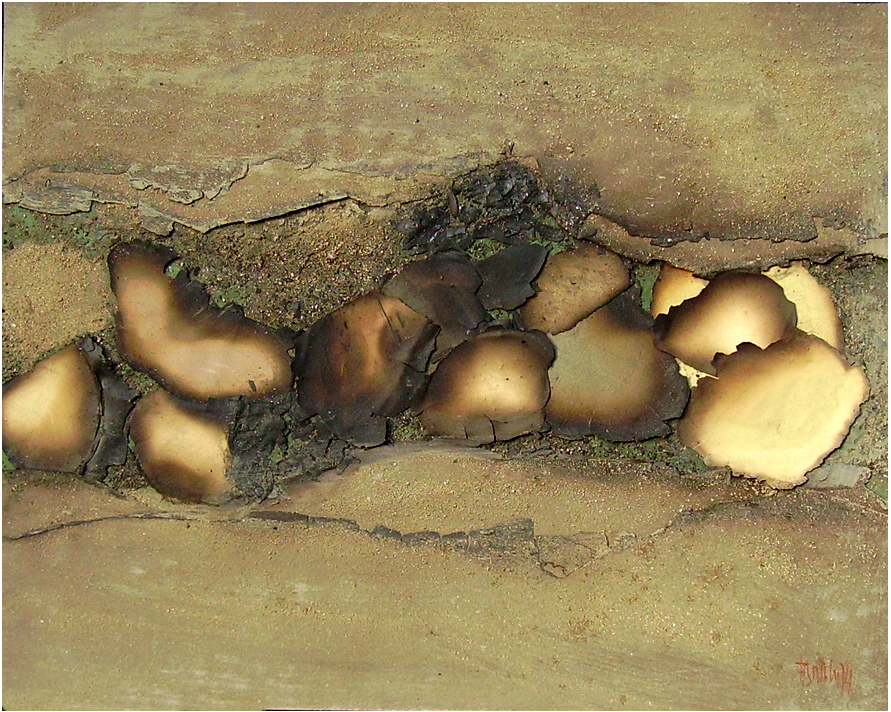
Carta Bruciata n.128 anni '70 - F.Bortoluzzi
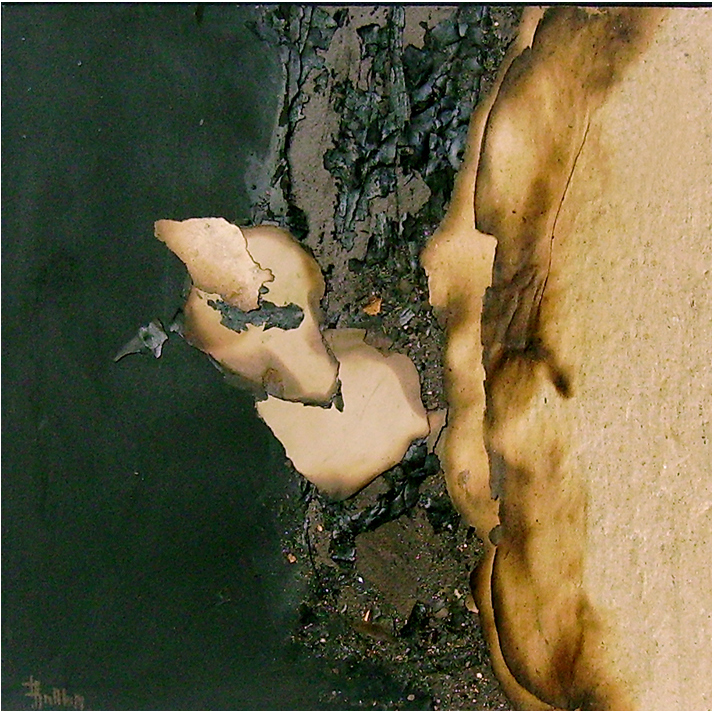
Carta Bruciata n.129 anni '70 - F.Bortoluzzi

## Ferruccio Bortoluzzi nei musei
- Galleria nazionale d'arte moderna e contemporanea, Roma
- Galleria Internazionale d'Arte Moderna, Venezia
- Museo del Novecento, Milano
- Museo d'arte moderna di Bologna, Bologna
- Museo d'Arte Moderna Mario Rimoldi, Cortina D'Ampezzo
- Galleria d'arte moderna Palazzo Forti, Verona
- Museo d'Arte Contemporanea, Zagabria
- m.a.x. museo, Chiasso
- MACC, Calasetta
- Galleria d'arte contemporanea Osvaldo Licini, Ascoli Piceno
- Musei Civici di Padova, Padova
- Centro d'arte moderna e contemporanea, La Spezia